# 菊地徹 (経済学者)
菊地 徹（きくち とおる、1968年 - 2011年9月12日）は、日本の経済学者。専門は、国際経済政策。北海道出身。

## 略歴
1991年小樽商科大学商学部卒業。1993年神戸大学大学院経済学研究科修了。同年経済学部助手。1996年（平成8年）経済学部講師。1999年同経済学部助教授。2000年助教授。後に、経済学部教授・同大学院経済学研究科教授。
研究のキーワードは、「グローバリゼーションの進展と国際貿易」、「海外での発表と研究交流」、「学生が先生」。
　

## 著書

### 単著
- 『収穫逓増と不完全競争の貿易理論』（勁草書房、2001年）
- 『コミュニケーションネットワークと国際貿易』（有斐閣、2007年）

### 共著
- （石川城太・椋寛）『国際経済学をつかむ』（有斐閣、2007年）